# Pseudozumia indosinensis
Pseudozumia indosinensis är en stekelart som beskrevs av Giordani Soika 1958. Pseudozumia indosinensis ingår i släktet Pseudozumia och familjen Eumenidae. Inga underarter finns listade i Catalogue of Life.